# متحف بريدة
متحف بريدة، هو متحف في مدينة بريدة بمنطقة القصيم في السعودية، يعرض جانب من تراث المنطقة ويحوي العديد من المقتنيات ويضم قاعات تاريخية وعلمية وثقافية وجناح لرجال العقيلات، وكما أن هناك جناح خاص بالملك عبد العزيز بن عبد الرحمن آل سعود يضم سيارته الخاصة، وقاعة للتراث الشعبي، وقاعة لأرامكو السعودية، ويمكن للزائر أن يطلع على عدد من المؤلفات المنشورة عن مدينة بريدة ومنطقة القصيم من خلال مكتبة المتحف.
أوقات الزيارة: من السبت إلى الأربعاء الساعة 8:30 صباحاً حتى الساعة 12:30 ظهراً، ومن الساعة 4:30 حتى الساعة 9:30 مساءً.

## انظر ايضاً
- متحف مكة المكرمة للآثار والتراث
- متحف حائل

## وصلات خارجية
- متحف بريدة.. صرح حضاري يوثق عبق الماضي.
- متحف بريدة .. يُطْلِع الزوّار على تراث الأجداد.